# Mafalda, Molise
Mafalda este o comună din provincia Campobasso, regiunea Molise, Italia, cu o populație de 1.080 locuitori (1 ianuarie 2023) și o suprafață de 32,51 km².

## Demografie
Mafalda - evoluția demografică

|  | Graficele sunt indisponibile din cauza unor probleme tehnice. Mai multe informații se găsesc la Phabricator și la wiki-ul MediaWiki. |

Date: Recensăminte sau birourile de statistică - grafică realizată de Wikipedia